# 美属维尔京群岛徽章
美属维尔京群岛徽章具有圣克罗伊岛，圣约翰和圣托马斯的主要岛屿的三岛设计，在整个领土上经常见到。 上面写着“美属维尔京群岛政府”。它取代了较早的类似于美属维尔京群岛旗帜的印章，该印章是基于美国国徽的中央设计的。 印章还包含美国国旗和丹麦国旗，以象征其在1917年之前的丹麦殖民地的地位。 图案是海豹，蕉森鶯，是岛上的国鸟。
由圣托马斯艺术家Mitchlyn E. Davis设计。